# خارطة مادبا

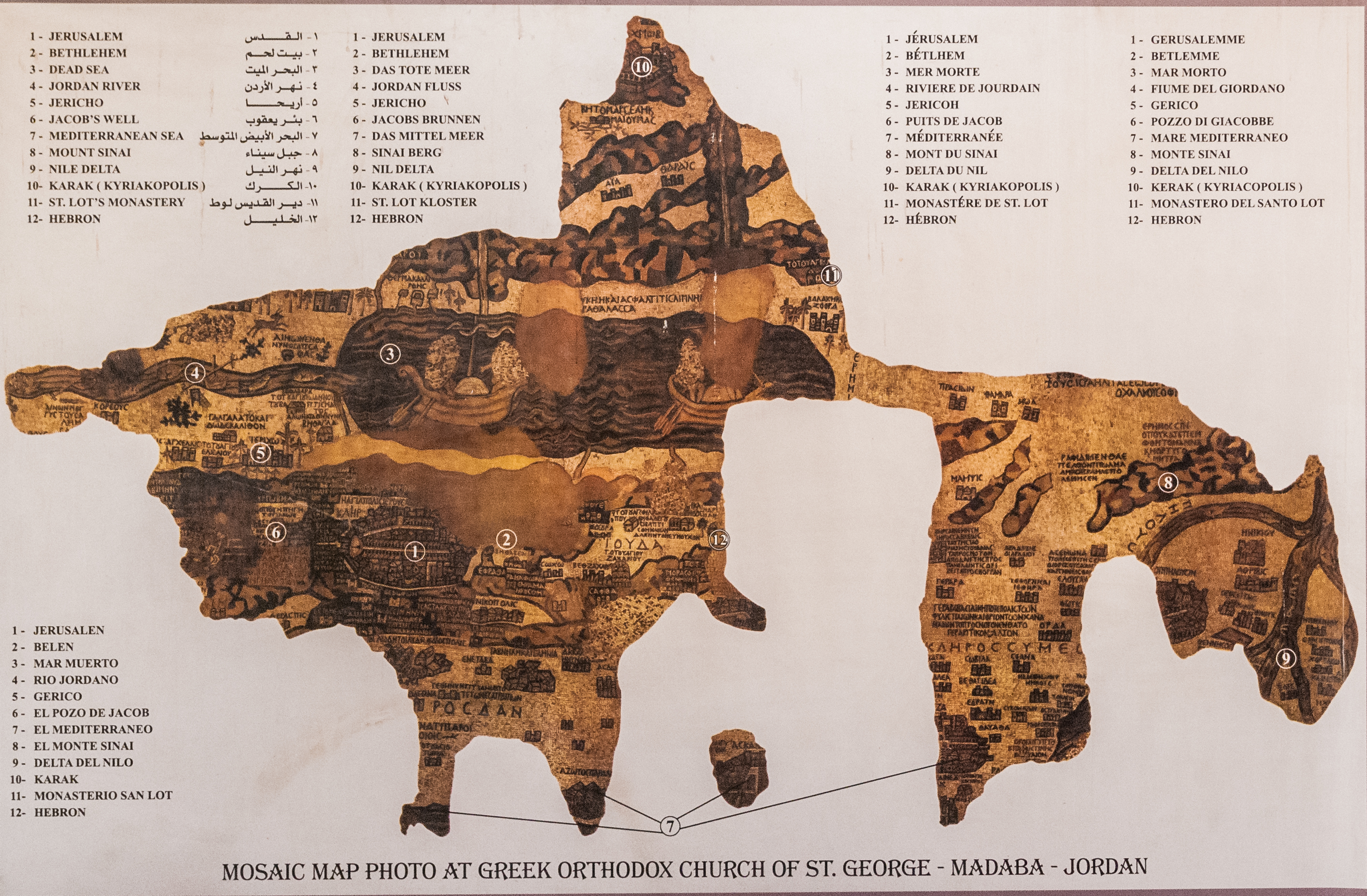
صورة لخريطة مادبا.

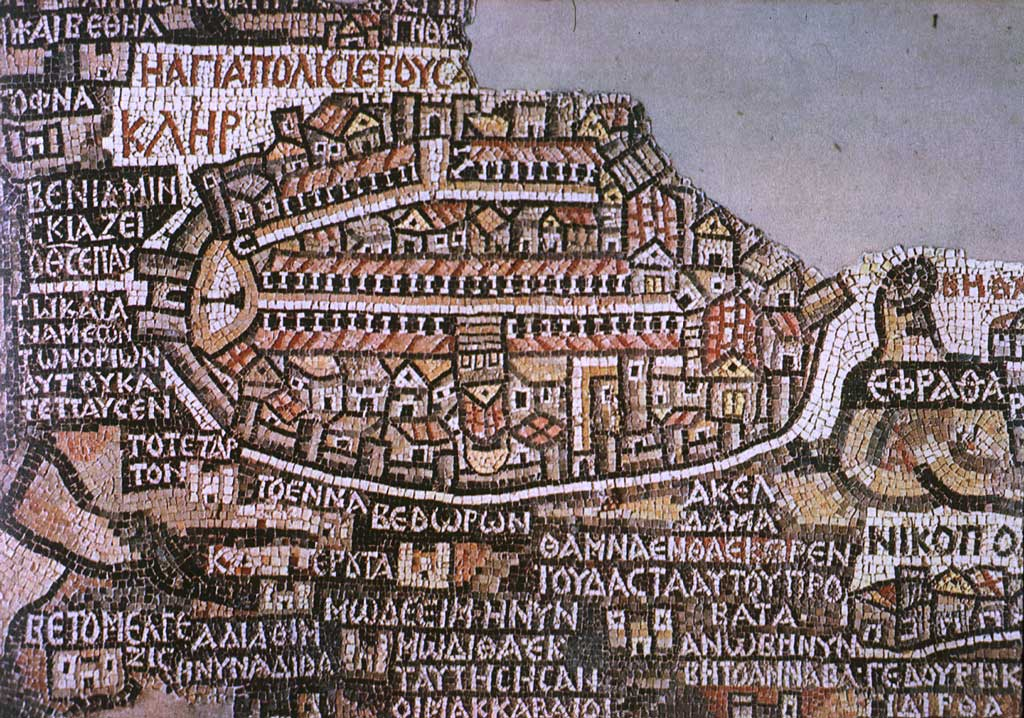
القدس على الخريطة.

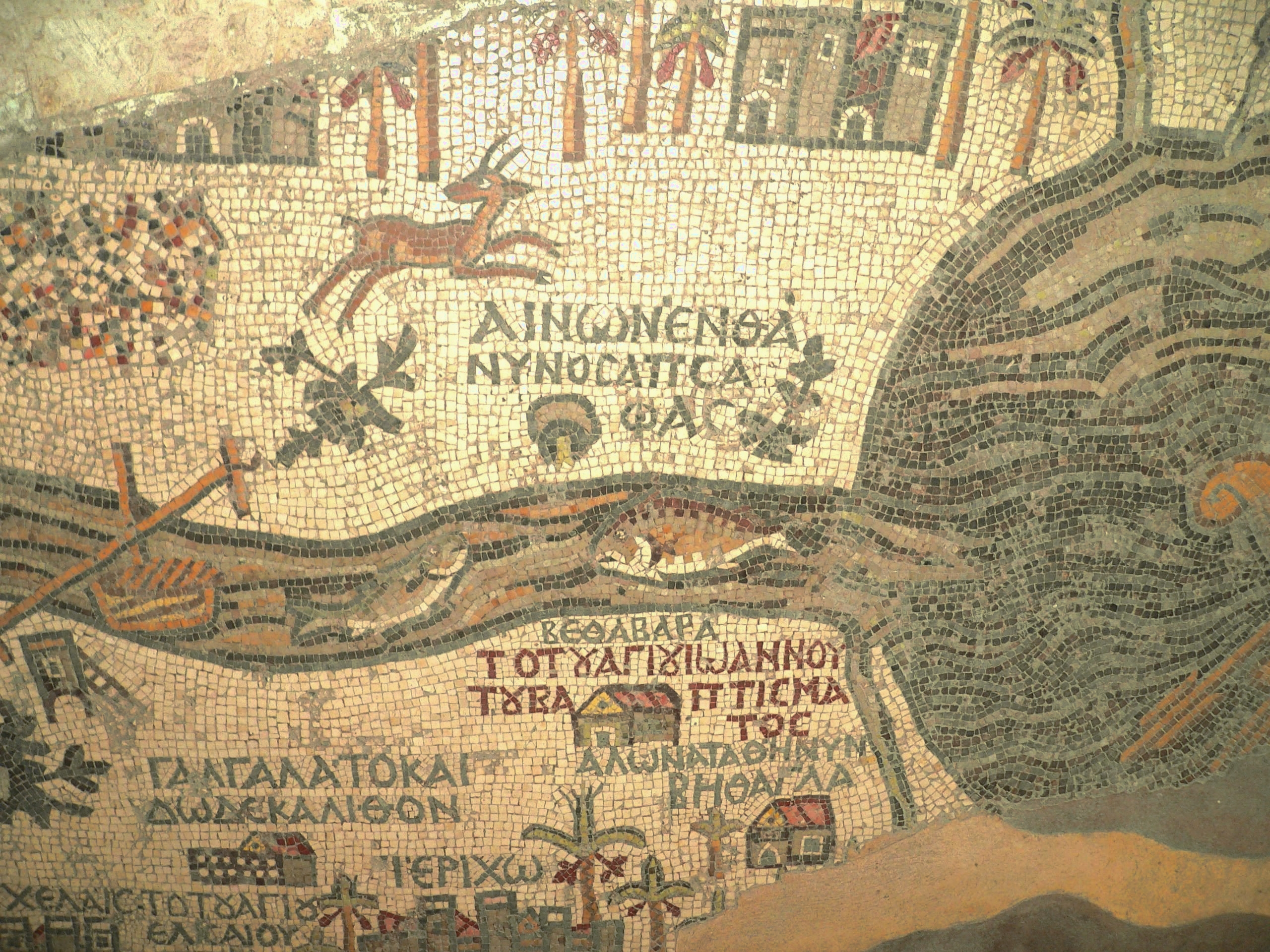
نهر الأردن على الخريطة.

خريطة مادبا الفسيفسائية هي جزء من أرضية فسيفسائية ضمن كنيسة بيزنطيّة قديمة في مدينة مادبا في الأردن. تصف الخريطة منطقة شرق المتوسط في العصر البيزنطي. وهي أقدم خريطة أصليّة للأراضي المقدسة، والتي يعود إنشاؤها إلى سنة 560. توجد اليوم داخل كنيسة القديس جوارجيوس، والتي بُنيت في عام 1896 فوق بقايا الكنيسة البيزنطيّة.
تمتد خريطة مادبا على جزء من أرضية الكنيسة، وتُقدر أبعادها بنحو 15.75 مترًا طولاً و 5.60 مترًا عرضًا. وتشكّل مدينة القدس مركزًا لها، كما تظهر فيها عدّة مواقع في فلسطين والأردن وسوريا ولبنان ومصر.

## التاريخ
خريطة مادبا الفسيفسائية تصوّر مدينة القدس مع الكنيسة الجديدة للثيوتوكوس، وهي كانت مخصصة اليه في 20 تشرين الثاني، عام 542. البنايات التي بنيتها في القدس بعد عام 570 غايب من التصوير، وإذن يحد التواريخ التي تخلق فيها الی العصر بين 542 و570. رسم الفسيفساء مجموعة كبيرة من الفنانين غير المعروفين، ربما من المجتمع المسيحي في مادبا، طلبت إزالة بعض زخارف الفسيفساء. في عام 746، دُمِّرَ معظم مدينة مادبا في زلزلة وثم تخلى عنها فيما بعد.
ثم أعاد اكتشاف في عام 1884 أثناء بنية كنيسة أرثوذكسية يونانية علی موقع سلفه العتيق. البطريرك نيقوديموس الأول من القدس، ولكن لم يجرَ أي بحث حتی عام 1896.
وفي العقود التالية، تضررت أجزاء كبيرة من الخريطة الفسيفسائية بحرائق وبالنشاطات في الكنيسة الجديدة وبتأثيرات الرطوبة. في كانون الأول عام 1964، مؤسسة فولكس فاجن أعطت «الجمعية الألمانية لاستكشاف فلسطين» (Deutscher Verein für die Erforschung Palästinas باللغة الألمانية) 90.000 مارك ألماني بهدف إنقاذ الفسيفساء. في عام 1965، العالمان الأثريان هاينز كوبرز وهربرت دونر قاما باستهادة بحفاظ علی اجزاء الفسيفساء المتبقية.

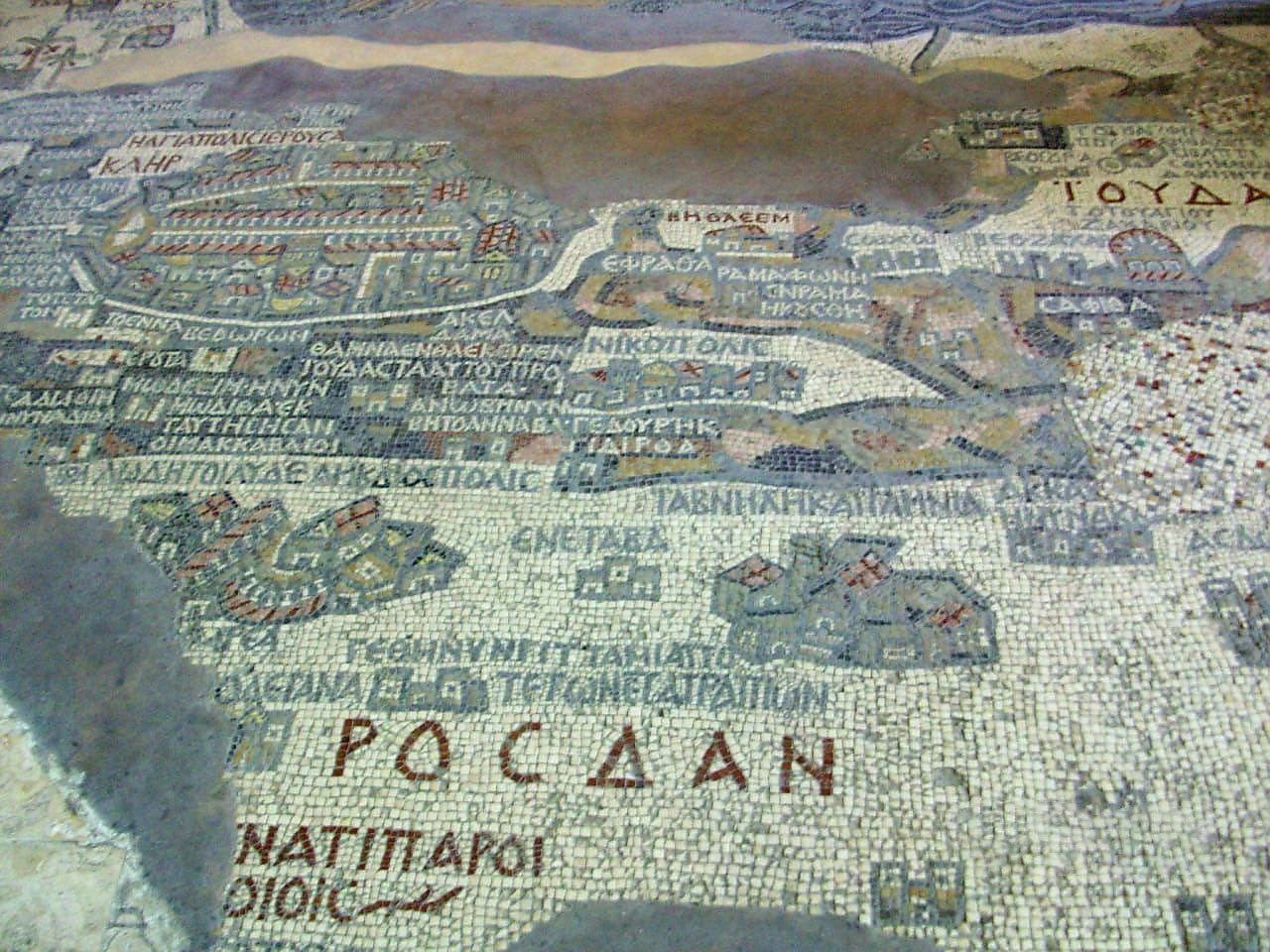
جزء من خريطة مادبا الفسيفسائية في كنيسة قديمة في مادبا في الأردن ويظهر فيها مدينتي القدس وبيت لحم

## الوصف
يقع الفسيفساء الارضي في حنية كنيسة القديس جرجس في مدينة مادبا. لا تواجه الشمال، مثل معظم الخارطة الحديثة. تواجه الی الشرق تجاه المذبح. وهكذا، كل مواقع الاماكن في الخريطة يتزامن مع الاتجاهات الحقيقية في البوصلة. كان قياسها أصلًا 7 م في 21 م. واحتوت أكثر من مليونيْ فسيفساء مكعبة. قياسها الراهن 5 م في 16 م.

### التمثيل الطبوغرافي
خريطة الفسيفساء تصوّر منطقة لبنانية في الشمال، ودلتا نهر النيل في الجنوب، ومن البحر الابيض المتوسط الی الصحراء الشرقية في الغرب. من بين الميزات الأخرى، تصوّر البحر الميت مع قاربْي الصيد، والجسور المتنوعة التي ترتبط ضفتيْ نهر الأردن، اسماك يسبحون في النهر ويتراجعون من البحر الميت؛ صورة أسد يصطاد غزال في صحراء موآب، مدينتيْ بيت لحم وأريحا ومواقع مسيحية أخری من الكتاب المقدّس، ممتلئة بأشجار النخيل. في بعض الاحيان، استخدم المهاجرون والمستكشفون الخريطة حتی توجيه انفسهم الی الأرض المقدسة. وكل وحدات المناظر الطبيعية عندها إشارات الی تفسيرات خاصة في اللغة اليونانية. الخريطة تحتوي خليط بين العرض الجوي وبين المناهج البصرية الأخرى التي تصوّر تقريبًا 150 مدن وقری، ولدی كلهم إشارات.

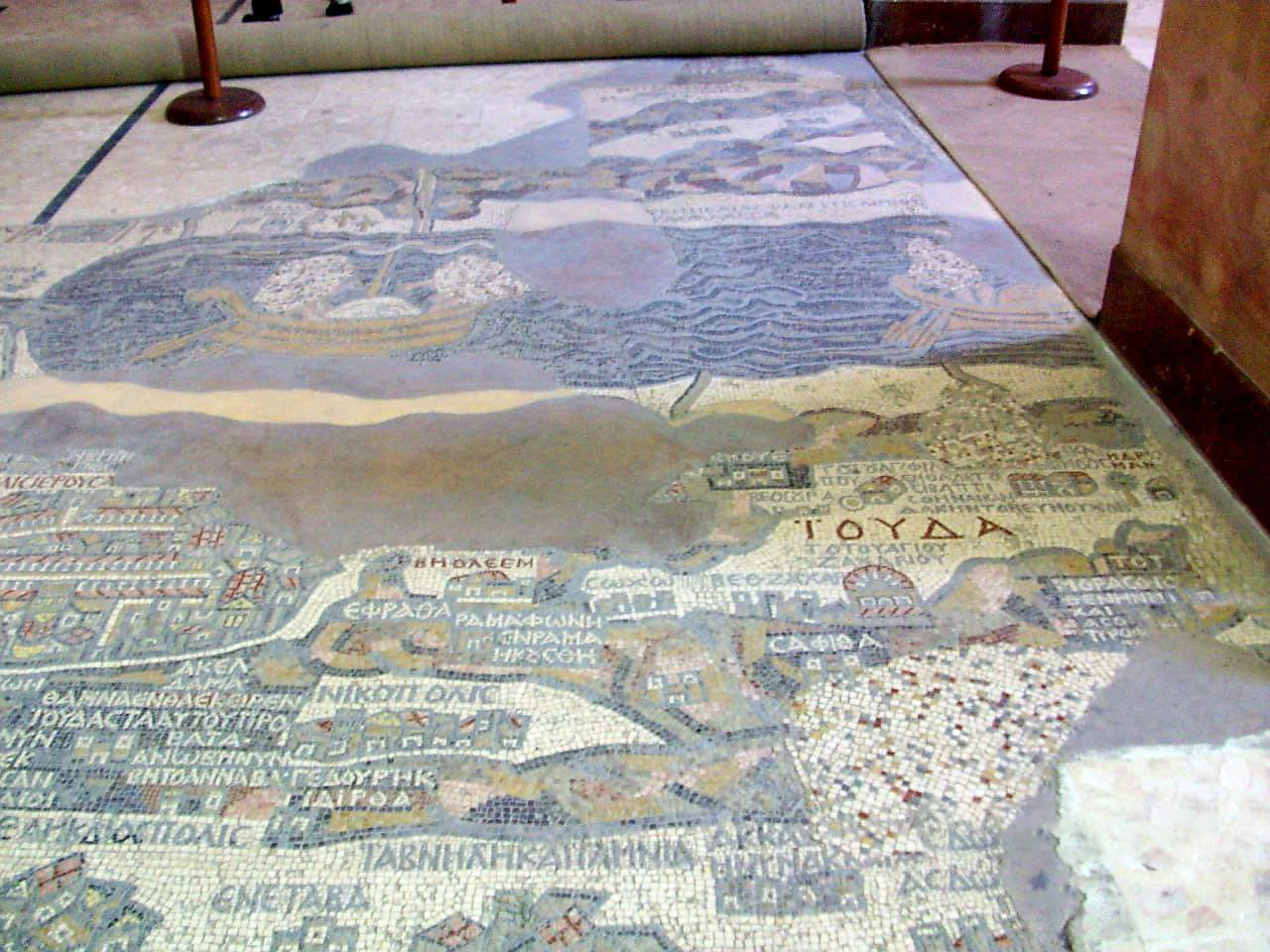
جزء من خارطة مادبا الفسيفسائية ويظهر فيها البحر الميت بالأعلى

الأكبر والبعد أكثر ممتلئ بتفاصيل من ناحية التصوير الطبوغرافي هو مدينة القدس، في مركز الخريطة. فسيفساء تظهر واضحًا عدة الهياكل في البلدة القديمة: باب العامود وباب الأسباط وباب الرحمة وباب النبي داود وكنيسة القيامة والكنيسة الجديدة للثيوتوكوس وبرج القلعة والكاردو. بسبب التصوير الواضح للطبوغرافيا المدني، الفسيفساء قد أصبحت مصدر حاسم عن القدس في العصر البيزنطي. وبالإضافة الی دلك، تحتوي الفسيفساء تصويرات مفصلة من المدن التاريخية مثل نابلس وعسقلان وغزة والفرما والكرك. معظمها مفصلة الی درجة خرائط الشوارع.

## الأهمية العلمية
خارطة الفسيفساء في مادبا أقدم الفسيفساء الارضي معروفة في تاريخ الفن البصري. تستخدم الخارطة حتی تتحقّق من مواقع أثرية متنوعة مكتوب بالكتاب المقدّس. دراسة الخارطة لعبت دورًا هامًا في تحديد الموقع الطبوغرافي الدقيق لمدينة عسقلان. وفي عام 1967، كشفت حفريات في الحي اليهودي في القدس كنيسة نيا والكاردو في المواقع الدقيقة التي تقترحها الخارطة.
في شهر فبراير في عام 2010، بعض الحفريات كشفت دقة الخارطة واكتشفت الطريق المصوّر في الخارطة الذي يمتد عبر مركز مدينة القدس. حسب الخارطة، مدخل المدينة الرئيسي كان بوابة كبيرة فتحت الی شارع واسع مركزي. حتی الاكتشاف، علماء الأثار لم يقدروا أن يحفروا الموقع بسبب حركة المرور الثقيلة. في أنحاء أعمال علی البنية التحتية قريبة من باب الخليل، أحجار كبيرة كانت مكتشفة علی عمق 4 أمتارٍ تحت الأرض التي تبرهن وجود هذا الطريق.

## نسخ خارطة مادبا
نسخة الخارطة موجودة في المجموعة معهد علم الأثار في جامعة غوتينغن. كان تنتج أثناء العمل من أجل الحفظ في مادبا في عام 1965، عن علماء الأثار في متحف "Rheinisches Landesmuseum" في مدينة ترير، ألمانيا. هناك أيضًا نسخة منتجة عن الطلاب في مدرسة "Madaba Mosaic School" في متحف "Akademisches Kunstmuseum" في مدينة بون. هناك نسخة مطابقة للأصل في ردهة جمعية الشبان المسيحيين (القدس) مدمجة في الأرضية.

## صور

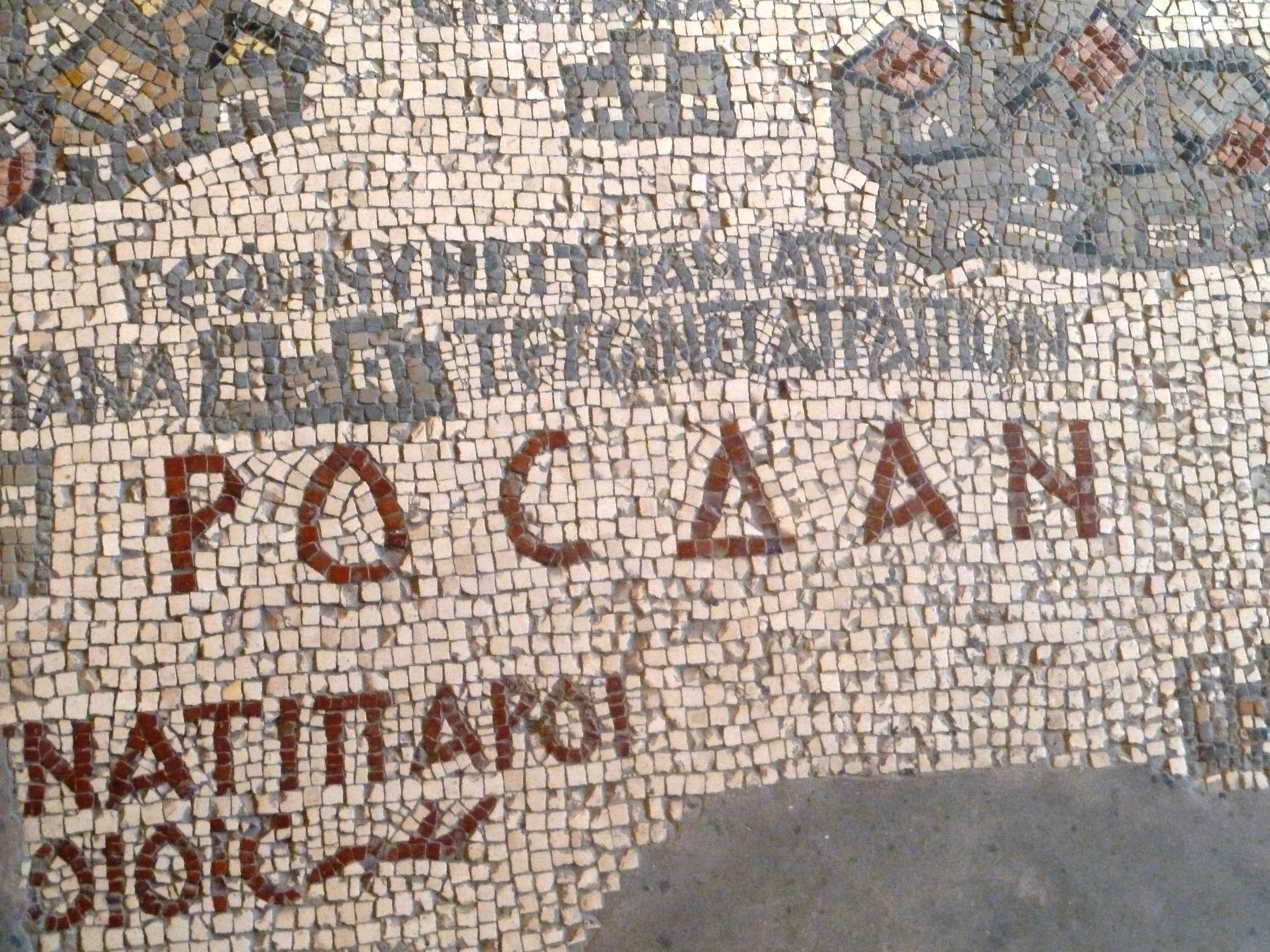
الأرضية الفسيفسائية البيزنطية
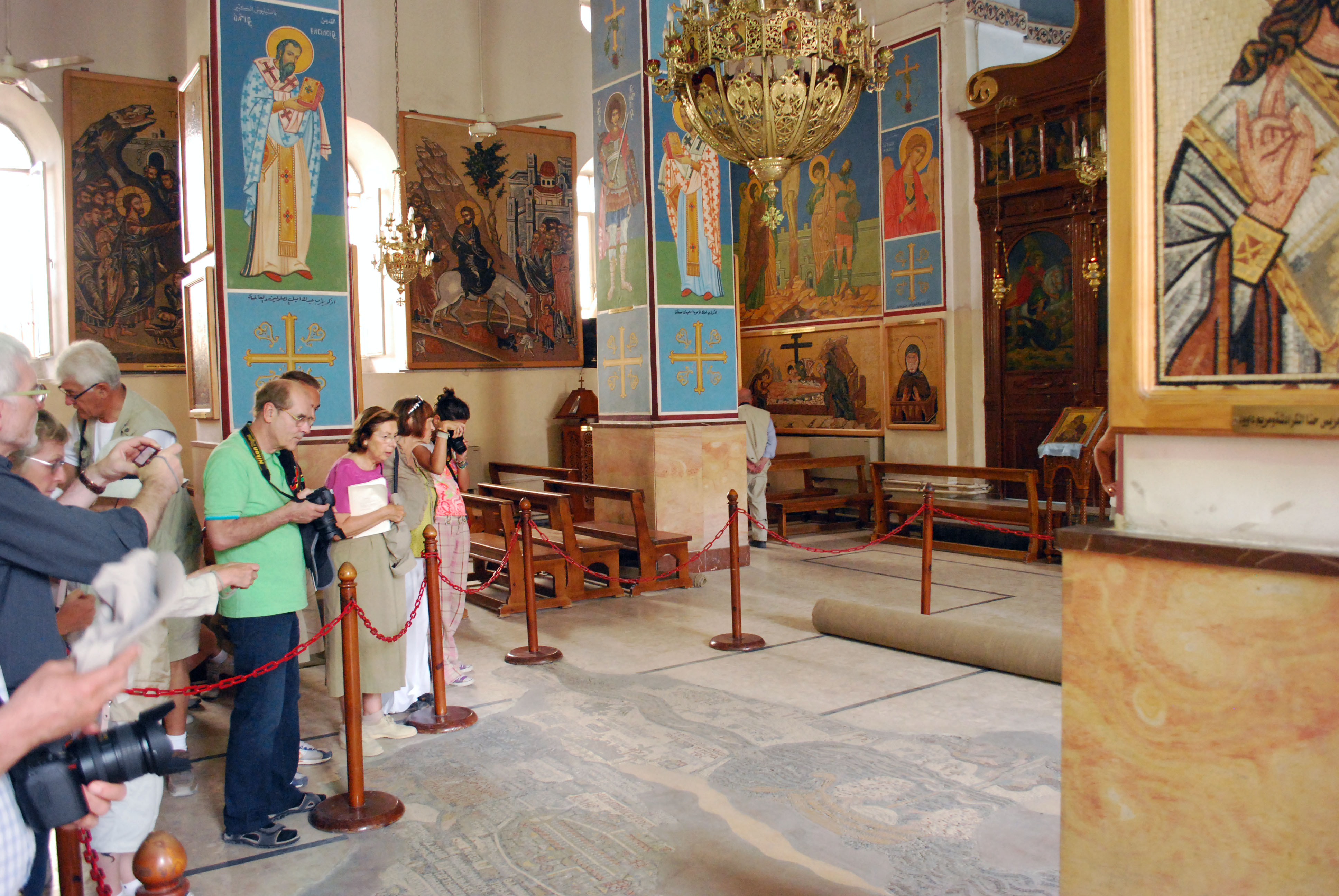
الخريطة داخل الكنيسة
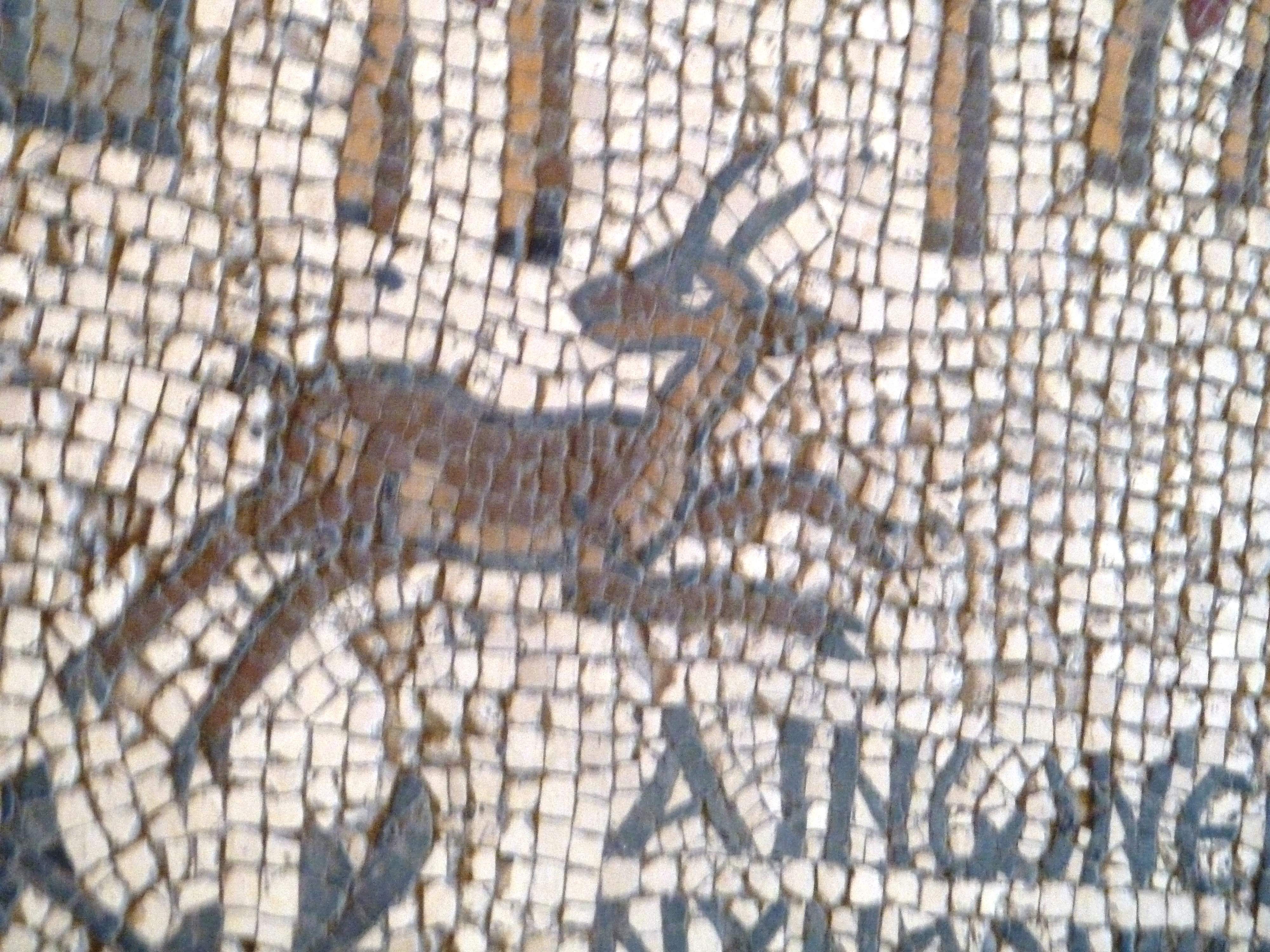
الحياة البرية (أيل)

## وصلات خارجية
- مقالة عن الخريطة ونسخة عنها (بالألمانية) 1999 (PDF)
- خارطة ثلاثية الأبعاد للقدس
- خارطة مادبا نسخة محفوظة 1 فبراير 2018 على موقع واي باك مشين.
- خارطة مادبا الفسيفسائية على موقع معهد الآثار للفرانسيسكان
- خارطة مادبا الفسيفسائية نسخة محفوظة 29 يناير 2009 على موقع واي باك مشين. على موقع جامعة سان فرانسيسكو
- القدس البيزنطية وخارطة مادبا
- خارطة مادبا من Bibleplaces.com

## قائمة المراجع